# Villalonga (Sangenjo)
Villalonga (llamada oficialmente San Pedro de Vilalonga) es una parroquia del municipio de Sangenjo, en la provincia de Pontevedra, Galicia, España.

## Geografía
Tiene una extensión de 5,3 km² e incluye la parroquia suprimida de Santo Tomé de Gondar. Limita con las parroquias de Nantes, Adigna y Noalla, con la ría de Arosa y con el municipio de Meaño. Junto con la parroquia de Nantes son las únicas que no tienen límite con la ría de Pontevedra.
Vilalonga tiene una población de 3096 habitantes (1524 mujeres y 1572 hombres), distribuidos en 30 entidades de población.
El núcleo de población más importante dentro de la parroquia es Vilalonga, la tercera villa del municipio, y donde se encuentra la mayor parte de los negocios situados en esta parroquia.
Su actividad económica se basa principalmente en las fábricas de cerámica, agricultura, donde destaca el cultivo de vid y la actividad marisquera en las zonas habilitadas para ello en la ría de Arosa.

## Aldeas de Vilalonga
La parroquia posee numerosos núcleos rurales dispersos de pequeña entidad como son (entre paréntesis el nombre oficial y en gallego si es que este difiere del español):
| - Altamira - Arnosa (A Arnosa) - A Bouza - Bruñeira (A Bruñeira) - Carballal (O Carballal) - Carballo - O Castro - Costiña (A Costiña) - O Cruceiro - O Empalme - Fianteira (A Fianteira) | - Freixo (O Freixo) - Gondar de Abaixo - Gondar de Arriba - Gondariño - Iglesiario (O Igrexario) - Lagarei - Lomba - O Outeiro - Peai - Pedreiras | - Piñeiros - Rebel (O Rebel) - Rouxique - Rozavella - Salgueira (A Salgueira) - Tomada (Tourada) - Touticeira (A Touticeira) - Villalonga (Vilalonga) - Vilar - Xuncabranca |

## Iglesias

### Iglesia de San Pedro de Vilalonga
La iglesia de San Pedro de Villalonga es de planta rectangular. Está formada por una sola nave, con cubierta a dos aguas.
Es una iglesia muy sencilla, en la que el único ornamento lo encontramos en la fachada principal, con la puerta rematada en arco de medio punto y un frontón sobre ella, y el campanario situado en el lado derecho de esta, de estilo barroco y rematado en pináculo.
En el Museo Arqueológico de Pontevedra se conservan tres dinteles que pertenecieron a la Iglesia de San Pedro de Villalonga, todos de gran riqueza ornamental, con motivos geométricos, florales y sobre todo figurativos.

### Capilla de Santo Tomé
Pequeña capilla de una sola nave rectangular, se encuentra situada en lo alto de una colina en el lugar de Gondar.

### Pazo de los Pardo
Data del siglo XVI. Se trata de una edificación de dos plantas en forma de “U”. En la fachada principal destacan tres balcones de hierro forjado y un escudo. La finca incluye un hórreo y una capilla de estilo neoclásico.

### Pazo del Revel
Está situado junto al Pazo de los Pardo. Construido en el siglo XVI. Dispone de un frondoso jardín con una solana de quince columnas.

## Deporte
Su equipo de fútbol, el Villalonga Fútbol Club, ha disputado varias temporadas en la Tercera División de España.